# Musée archéologique d'Izernore
Le musée archéologique  d'Izernore est un musée consacré à l'histoire antique, situé à Izernore, dans l'Ain, en France. Il possède le Label Musée de France.
Le temple gallo-romain d'Izernore situé à proximité, fait l'objet d'une protection au titre des monuments historiques depuis 1840.

## Historique
Le musée fut fondé en 1911 et était installé dans deux salles de la mairie ; depuis 1982, il occupe son emplacement actuel, la maison Poizat, partagée avec l'office de tourisme.